# 1948 na política

## Eventos
- 4 de fevereiro - Sri Lanka se torna independente.
- 25 de fevereiro - O Partido Comunista checo assume o poder na Checoslováquia.
- 21 de abril — Tem início a campanha "o petróleo é nosso", que se opunha ao Estatuto do Petróleo que tramitava no Congresso Nacional do Brasil.
- 14 de maio -  O Estado de Israel se torna independente.
- Fundação do Comitê Revolucionário do Partido Kuomintang da China
- 9 de setembro - Coreia do Norte oficialmente República Popular Democrática da Coreia, se torna independente.
- 18 de setembro — Dissolução de facto do Estado de Hiderabade com a rendição do comandante militar ao Exército Indiano, que tinha  invadido o estado em 13 de setembro.
- 7 de novembro — Eleições presidenciais nos Estados Unidos: o democrata Harry Truman é eleito presidente, derrotando o republicano Thomas E. Dewey e o democrata independente Strom Thurmond.

## Nascimentos
| Data            | Nome                          | Profissão | Nacionalidade                   | Observações       | Ref   |
| --------------- | ----------------------------- | --- | ------------------------------- | ----------------- | ----- |
| 25 de janeiro   | Khalifa bin Zayed al Nahyan   | presidente dos Emirados Árabes Unidos desde 2004                                                                            | Emirados Árabes Unidos          |                   |       |
| 4 de fevereiro  | Ram Baran Yadav               | presidente do Nepal desde 2008                                                                                              | Nepal                           |                   |       |
| 25 de fevereiro | José Ivo Sartori              | político | Brasil                          |                   |       |
| 15 de março     | Sérgio Vieira de Mello        | diplomata | Brasil                          | m. 2003           |       |
| 31 de março     | Al Gore                       | político | Estados Unidos                  | Nobel da Paz 2007 | [ 1 ] |
| 3 de abril      | Carlos Salinas de Gortari     | presidente do México de 1988 a 1994                                                                                         | México                          |                   |       |
| 11 de abril     | Luiz Eduardo Greenhalgh       | político | Brasil                          |                   |       |
| 12 de abril     | Joschka Fischer               | diplomata e político | Alemanha                        |                   |       |
| 1 de maio       | Bolesław Borysiuk             | político | Polónia                         |                   |       |
| 6 de junho      | Rocco Buttiglione             | político | Itália                          |                   |       |
| 24 de junho     | Armando Calderón Sol          | presidente de El Salvador de 1994 a 1999                                                                                    | El Salvador                     |                   |       |
| 30 de julho     | Andrés Hernández Ros          | político | Espanha                         |                   |       |
| 3 de agosto     | Jean-Pierre Raffarin          | político | França                          |                   |       |
| 10 de agosto    | Franklin Martins              | político | Brasil                          |                   |       |
| 10 de setembro  | Yves Ribeiro                  | político | Brasil                          |                   |       |
| 25 de setembro  | José Múcio Monteiro           | político | Brasil                          |                   |       |
| 4 de novembro   | Amadou Toumani Touré          | presidente do Comitê de Transição para Salvação do Povo de 1991 a 1992 e presidente do Mali desde 2002                      | França (Mali)                   |                   | [ 2 ] |
| 14 de novembro  | Carlos de Mountbatten-Windsor | Príncipe de Gales | Reino Unido                     |                   |       |
| 21 de novembro  | Michel Suleiman               | presidente do Líbano desde 2008                                                                                             | Líbano                          |                   |       |
| 7 de dezembro   | Irapuan Teixeira              | político | Brasil                          |                   |       |
| 12 de dezembro  | Marcelo Rebelo de Sousa       | político (Ministro para os Assuntos Parlamentares e, posteriormente, Presidente da Republica ), jurista e analista político | Portugal                        |                   |       |
| ??              | Mariano Gago                  | político (Ministro da Ciência e Tecnologia)                                                                                 | Portugal                        |                   |       |
| ??              | Stu Rasmussen                 | político | Estados Unidos                  |                   |       |
| ??              | Nelson Machado                | político | Brasil                          |                   |       |
| ??              | Baldwin Spencer               | político de Antígua e Barbuda                                                                                               | Reino Unido (Antígua e Barbuda) |                   |       |

## Mortes
| Data           | Nome                   | Profissão                                                                | Nacionalidade       | Observações | Ref |
| -------------- | ---------------------- | ------------------------------------------------------------------------ | ------------------- | ----------- | --- |
| 30 de janeiro  | Mahatma Gandhi         | líder pacifista da Índia                                                 | Índia britânica     | n. 1869     |     |
| 17 de março    | Clementino do Monte    | político                                                                 | Brasil              | n. 1859     |     |
| 15 de abril    | Manuel Roxas           | presidente das Filipinas de 1946 a 1948                                  | Espanha (Filipinas) | n. 1892     |     |
| 27 de agosto   | Charles Evans Hughes   | político                                                                 | Estados Unidos      | n. 1862     |     |
| 15 de dezembro | João Tamagnini Barbosa | presidente do Ministério (primeiro-ministro) da 1.ª República portuguesa | Portugal            | n. 1883     |     |
| 23 de dezembro | Iwane Matsui           | general do Exército Imperial Japonês                                     | Japão               | n. 1878     |     |